# Jaizec Lottie
Jaizec Lottie (Aurora, 16 febbraio 1998) è un cestista statunitense.

## Palmarès
- Coppa di Lettonia: 1

VEF Riga: 2024